# Kate & Leopold
Kate & Leopold is een Amerikaanse romantische komedie en fantasyfilm onder regie van James Mangold. De hoofdrollen worden vertolkt door Meg Ryan, Hugh Jackman, Liev Schreiber, Breckin Meyer en Natasha Lyonne.

## Verhaal
Leopold is de 3e hertog van Albany. Wanneer hij per ongeluk van het 19e-eeuwse naar het hedendaagse New York tijdreist, wordt hij verliefd op Kate, een carrièrevrouw.

## Rolverdeling
| Acteur           | Personage                  |
| ---------------- | -------------------------- |
| Meg Ryan         | Kate McKay                 |
| Hugh Jackman     | Hertog Leopold Mountbatten |
| Liev Schreiber   | Stuart Besser              |
| Breckin Meyer    | Charlie McKay              |
| Natasha Lyonne   | Darci                      |
| Bradley Whitford | J.J. Camden                |
| Paxton Whitehead | Millard Mountbatten        |
| Spalding Gray    | Dr. Geisler                |
| Josh Stamberg    | Bob                        |
| Matthew Sussman  | Phil                       |
| Charlotte Ayanna | Patrice                    |
| Philip Bosco     | Otis                       |
| Cole Hawkins     | Hector                     |
| Kristen Schaal   | Miss Tree                  |
| Viola Davis      | Politieagente              |

## Productie
Het script werd geschreven door Steven Rogers en midden jaren 1990 opgepikt door Miramax. De studio wilde de romantische komedie oorspronkelijk verfilmen met Sandra Bullock en Hugh Grant als hoofdrolspelers. Grant weigerde echter om aan de film mee te werken, waardoor het project in 1997 op de lange baan werd geschoven.
Begin jaren 2000 werd het script herschreven en werden uiteindelijk Meg Ryan en Hugh Jackman gecast als hoofdrolspelers. De film werd op locatie opgenomen in New York. Op 11 december 2001 ging de film in Los Angeles in première. De Amerikaanse bioscooprelease volgde op 25 december. In Nederland en België werd de film op respectievelijk 14 februari 2002 en 3 april 2002 uitgebracht.
Oorspronkelijk werd het personage Stuart, de ex-vriend van Kate, voorgesteld als een nakomeling van Leopold. Dit impliceerde echter dat Kate ook de betovergrootmoeder van Stuart was en dus ooit een relatie met haar eigen achterachterkleinzoon had. Om die reden werd in extremis besloten om de verhaallijn uit de film te knippen. In de "director's cut", die later op dvd en blu-ray werd uitgebracht, werd Stuarts familiale link met Leopold opnieuw aan de film toegevoegd.

## Trivia
- De naam Leopold verwijst naar Leopold van Albany.